# Kruth
Kruth település Franciaországban, Haut-Rhin megyében. Lakosainak száma 883 fő (2022. január 1.). Kruth Metzeral, Wildenstein, Oderen, Fellering, Ventron és Cornimont községekkel határos.

## Népesség
A település népességének változása:
| Lakosok száma | 959  | 946  | 958  | 941  | 944  | 945  | 937  | 910  | 883  |
|               | 2013 | 2015 | 2016 | 2017 | 2018 | 2019 | 2020 | 2021 | 2022 |